# چراغ‌کوسه سخت‌پولک
چراغ‌کوسه سخت‌پولک (نام علمی: Etmopterus pycnolepis) نام یک گونه از راسته خاردارکوسه‌سانان است.